# Luís Valente de Oliveira
Luís Francisco Valente de Oliveiraⓘ GCC • GCSE • GCIH • GCIP • ComNSC (São João da Madeira, 29 de agosto de 1937) é um académico e político português.

## Biografia
Licenciado em engenharia civil pela Faculdade de Engenharia da Universidade do Porto e doutorado pela mesma faculdade em 1973, é também diplomado em Planeamento e Desenvolvimento Regional pelo Institute of Social Studies da Haia, Países Baixos (1969), e tem um Master of Science em Planeamento de Transportes pelo Imperial College London (1971).
Dedicado à carreira académica, em 1980, tornou-se professor catedrático na Faculdade de Engenharia da Universidade do Porto. Além de professor, dirigiu o gabinete técnico e de gestão da Comissão de Planeamento Regional do Norte entre 1973 e 1978, tendo sido presidente da Comissão de Coordenação da Região Norte entre 1979 e 1985.
Militante do Partido Social Democrata (PSD), exerceu diversas funções governativas: ministro da Educação e Investigação Científica entre 1978 e 1979; ministro do Planeamento e da Administração do Território entre 1985 e 1995; ministro das Obras Públicas, Transportes e Habitação em 2002 e 2003.
Entre outros cargos, foi também administrador e vice-presidente da Associação Empresarial de Portugal, vice-presidente do Conselho Geral da Escola de Gestão do Porto, administrador não executivo da Parque Expo, administrador executivo da Fundação Luso-Americana, membro do conselho de administração da Fundação de Serralves e administrador da Fundação AEP.
É membro não executivo do Conselho de Administração da Mota-Engil, presidente do Conselho de Fundadores da Casa da Música, coordenador europeu das Autoestradas do Mar e presidente do Conselho Geral da Universidade do Minho.
Recebe uma subvenção mensal vitalícia de 3491 euros desde 18 de setembro de 1996.

## Publicações
Publicou mais de duas dezenas de livros e mais de duas centenas de artigos sobre temas relacionados com a sua área de especialização académica e com as responsabilidades políticas que tem exercido, nomeadamente:
- Regionalização. Porto: ASA, 2005;[5]
- Novas considerações sobre a regionalização. Porto, ASA, 1997;[6]
- Bloco de Notas sobre muito do que devemos fazer para preparar o futuro. Porto: ASA, 1995;[7]
- Desenvolvimento e administração do território: discursos. Lisboa: 1986;[8]
- Esquemas teóricos e modelos de estruturas espaciais urbanas. Porto: FEUP, 1972.[9]

## Distinções
Em 2013, foi nomeado Chanceler do Conselho das Ordens de Mérito Civil, sucedendo no cargo ao Embaixador António Pinto da França, entretanto falecido. Terminou o mandato em 2016, sendo sucedido por Maria Helena Nazaré, nomeada pelo Presidente Marcelo Rebelo de Sousa.
Ordens honoríficas nacionais
- Grã-Cruz da Ordem do Infante D. Henrique (13 de julho de 1981)
- Comendador da Real Ordem Militar de Nossa Senhora da Conceição de Vila Viçosa (2002)[3]
- Grã-Cruz da Ordem Militar de Nosso Senhor Jesus Cristo (9 de junho de 2004)
- Grã-Cruz da Ordem da Instrução Pública (28 de junho de 2013)
- Grã-Cruz da Antiga, Nobilíssima e Esclarecida Ordem Militar de Sant'Iago da Espada, do Mérito Científico, Literário e Artístico (29 de agosto de 2017)

Ordens honoríficas estrangeiras
- Grã-Cruz da Ordem Nacional do Cruzeiro do Sul do Brasil (1987)[3]
- Grã-Cruz da Ordem de Honra da Grécia (10 de agosto de 2003)
- Cavaleiro da Ordem Nacional da Legião de Honra de França (8 de janeiro de 2016)

Doutoramentos honoris causa
- Em 2013, recebeu o Doutoramento Honoris Causa pela Universidade de Trás-os-Montes e Alto Douro.[15]